# Aurseulles
Aurseulles est, depuis le 1er janvier 2017, une commune nouvelle française située dans le département du Calvados en région Normandie, peuplée de 1 908 habitants.

## Géographie

### Localisation

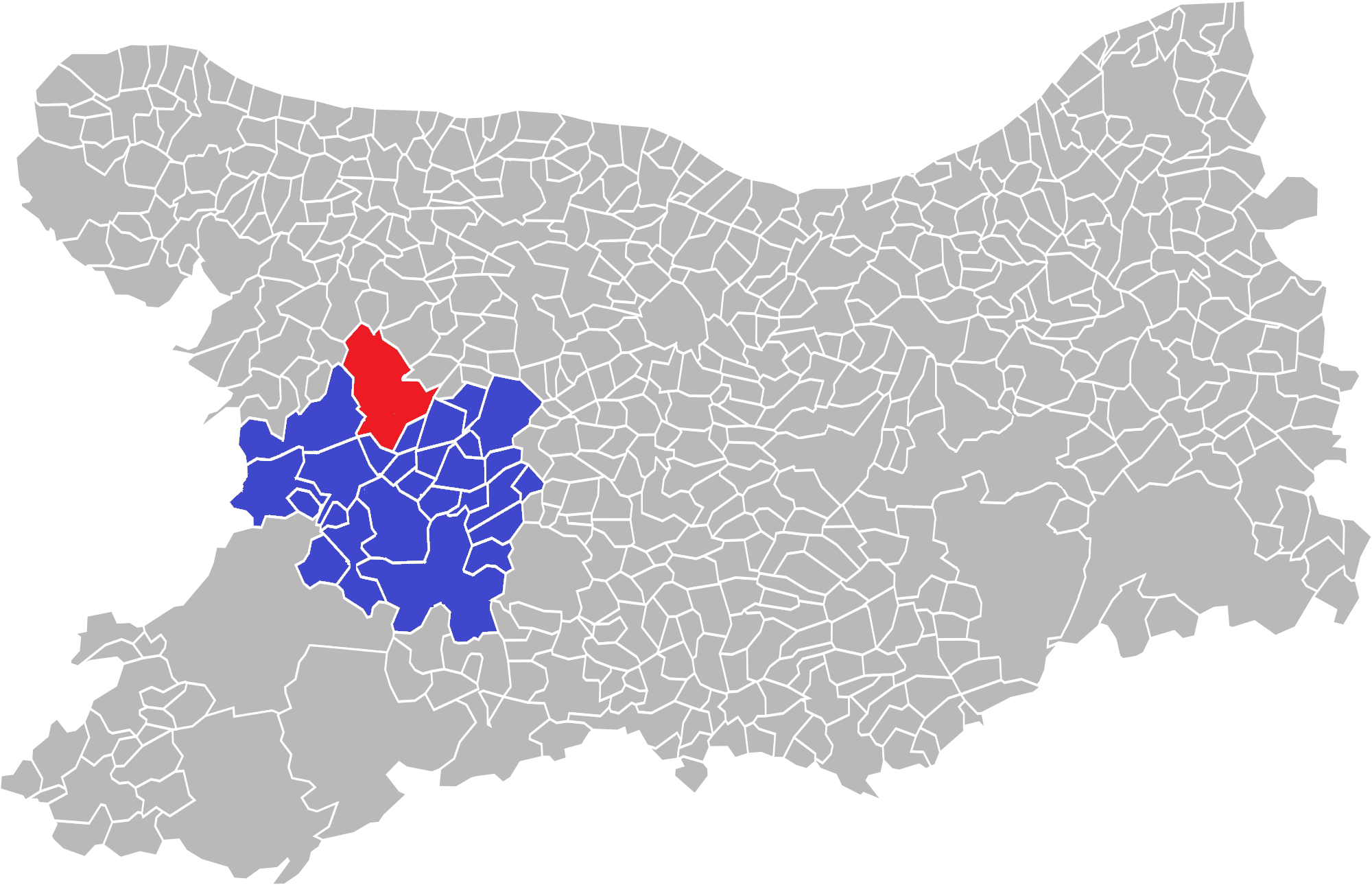
Localisation d'Aurseulles dans la nouvelle intercommunalité Pré Bocage intercom.

Aurseulles est une commune nouvelle qui situe dans le pré-bocage c'est-à-dire entre le Bessin et le Bocage virois dans le Calvados, en Normandie.
| Cahagnolles                                                     | Trungy, Saint-Paul-du-Vernay, Juaye-Mondaye (par un angle) | Lingevres                                   |
| Caumont-sur-Aure (comm. dél. de Livry)                          | Aurseulles                                                 | Hottot-les-Bagues , Saint-Vaast-sur-Seulles |
| Cahagnes (par un angle), Caumont-sur-Aure (comm. dél. de Livry) | Amayé-sur-Seulles, Saint-Louet-sur-Seulles                 | Villy-Bocage                                |

### Hydrographie
La commune est située dans le bassin Seine-Normandie. Elle est drainée par la Seulles, l'Aure, le Candon, l'Aurette, le Calichon, le Vession, la Seulles, le ruisseau David, le ruisseau du Pre des Mares, le fossé 01 d'Orbois, le ruisseau de la Baronnie, le fossé 01 du Moulin de Parfouru et divers autres petits cours d'eau,.
La Seulles, d'une longueur de 72 km, prend sa source dans la commune de Dialan sur Chaîne et se jette  dans la baie de Seine à Courseulles-sur-Mer, après avoir traversé 31 communes. 
L'Aure, d'une longueur de 82 km, prend sa source dans la commune de Caumont-sur-Aure et se jette  dans la Vire en limite d'Osmanville, Isigny-sur-Mer et Carentan-les-Marais, après avoir traversé 26 communes. 
Le Candon, d'une longueur de 10 km, prend sa source dans la commune de Caumont-sur-Aure et se jette  dans la Seulles à Hottot-les-Bagues, après avoir traversé trois communes. 
L'Aurette, d'une longueur de 12 km, prend sa source dans la commune de Sainte-Honorine-de-Ducy et se jette  dans l'Aure à Trungy, après avoir traversé six communes. 

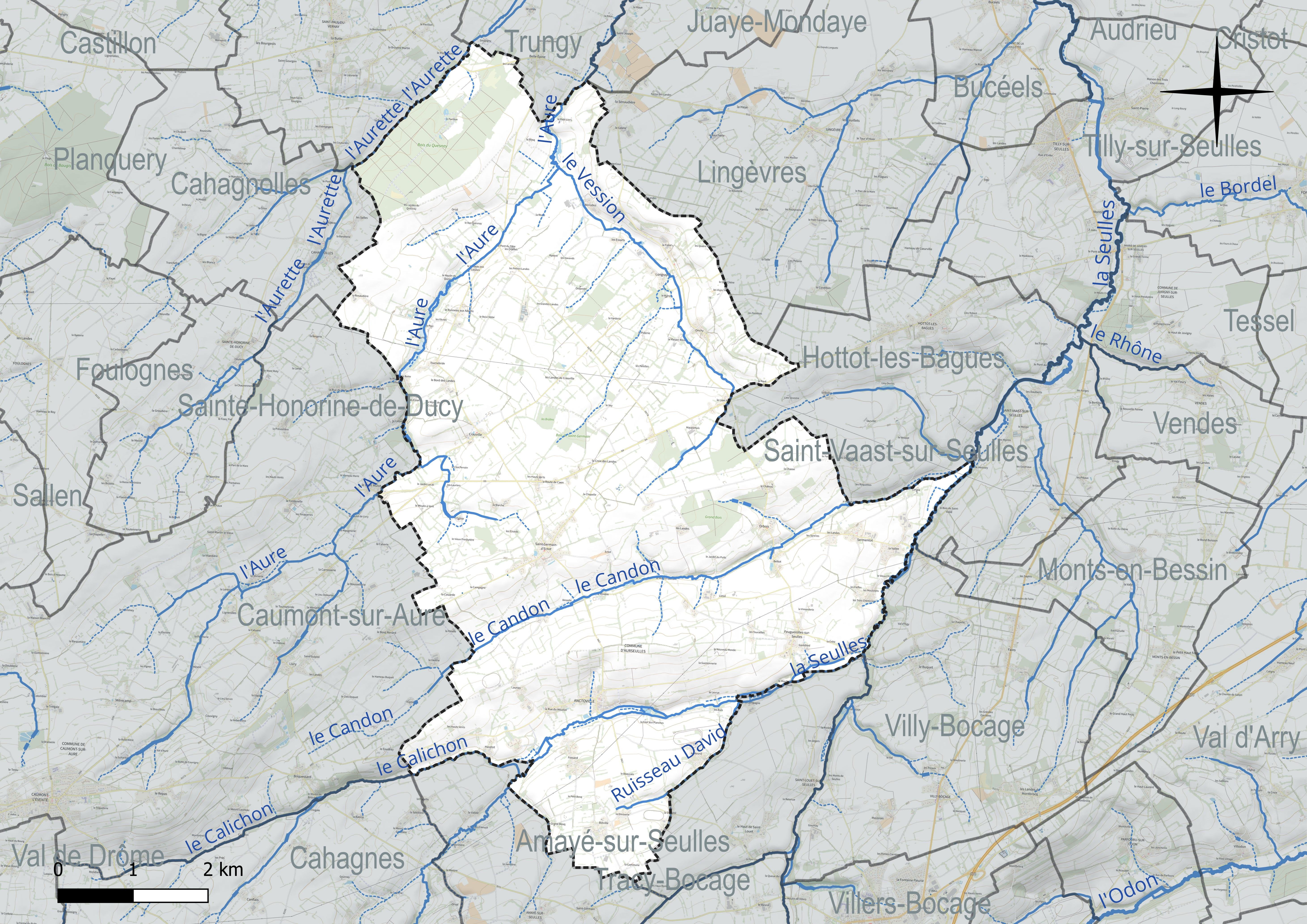
Réseau hydrographique d'Aurseulles.

### Climat
Pour des articles plus généraux, voir Climat de la Normandie et Climat du Calvados.
En 2010, le climat de la commune est de type climat océanique franc, selon une étude du CNRS s'appuyant sur une série de données couvrant la période 1971-2000. En 2020, Météo-France publie une typologie des climats de la France métropolitaine dans laquelle la commune est exposée à un climat océanique et est dans la région climatique Normandie (Cotentin, Orne), caractérisée par une pluviométrie relativement élevée (850 mm/a) et un été frais (15,5 °C) et venté. Parallèlement le GIEC normand, un groupe régional d'experts sur le climat, différencie quant à lui, dans une étude de 2020, trois grands types de climats pour la région Normandie, nuancés à une échelle plus fine par les facteurs géographiques locaux. La commune est, selon ce zonage, exposée à un « climat contrasté des collines », correspondant au Bocage normand, bien arrosé, voire très arrosé sur les reliefs les plus exposés au flux d'ouest, et frais en raison de l'altitude.
Pour la période 1971-2000, la température annuelle moyenne est de 10,5 °C, avec  une amplitude thermique annuelle de 12,1 °C. Le cumul annuel moyen de précipitations est de 850 mm, avec 13,1 jours de précipitations en janvier et 7,9 jours en juillet. Pour la période 1991-2020, la température moyenne annuelle observée sur la station météorologique la plus proche, située sur la commune de Caumont-sur-Aure à 7 km à vol d'oiseau, est de 11,3 °C et le cumul annuel moyen de précipitations est de 914,1 mm,. Pour l'avenir, les paramètres climatiques de la commune estimés pour 2050 selon différents scénarios d'émission de gaz à effet de serre sont consultables sur un site dédié publié par Météo-France en novembre 2022.

## Urbanisme

### Typologie
Au 1er janvier 2024, Aurseulles est catégorisée commune rurale à habitat dispersé, selon la nouvelle grille communale de densité à 7 niveaux définie par l'Insee en 2022.
Elle est située hors unité urbaine. Par ailleurs la commune fait partie de l'aire d'attraction de Caen, dont elle est une commune de la couronne,. Cette aire, qui regroupe 296 communes, est catégorisée dans les aires de 200 000 à moins de 700 000 habitants,.

## Toponymie
Ce néo-toponyme, nom de la nouvelle commune, est une création artificielle basée sur l'agglutination des deux noms des cours d'eau qui la traversent, l'Aure au nord et la Seulles au sud.

## Histoire
La commune nouvelle regroupe les communes d'Anctoville, de Longraye, de Saint-Germain-d'Ectot et de Torteval-Quesnay qui deviennent des communes déléguées, le 1er janvier 2017. Les communes associées d'Anctoville, issues de la fusion-association du 1er janvier 1973, Feuguerolles-sur-Seulles, Orbois, Sermentot sont maintenues au sein de la commune nouvelle et deviennent aussi des communes déléguées. Initialement localisé à Anctoville, son chef-lieu est transféré à Saint-Germain-d'Ectot en 2024.

## Politique et administration
| Commune déléguée         | Code INSEE | Population (2014) |
| ------------------------ | ---------- | ----------------- |
| Anctoville               | 14011      | 434               |
| Feuguerolles-sur-Seulles | 14267      | 169               |
| Longraye                 | 14376      | 244               |
| Orbois                   | 14479      | 130               |
| Saint-Germain-d'Ectot    | 14581      | 303               |
| Sermentot                | 14673      | 340               |
| Torteval-Quesnay         | 14695      | 327               |

### Liste des maires
| Période      | Période  | Identité      | Étiquette | Qualité                                                   |
| ------------ | -------- | ------------- | --------- | --------------------------------------------------------- |
| janvier 2017 | En cours | Gérard Leguay | DVD       | Retraité agricole, président de la communauté de communes |

## Population et société

### Démographie
L'évolution du nombre d'habitants est connue à travers les recensements de la population effectués dans la commune depuis sa création.
En 2022, la commune comptait 1 908 habitants, en évolution de −0,99 % par rapport à 2016 (Calvados : +1,58 %, France hors Mayotte : +2,11 %).
| 2015  | 2016  | 2021  | 2022  |
| ----- | ----- | ----- | ----- |
| 1 935 | 1 927 | 1 903 | 1 908 |

## Culture locale et patrimoine
- Église Saint-Pierre de Longraye.
- Église Saint-Nicolas d'Anctoville.
- Église Notre-Dame-de-l'Assomption de Torteval.
- Église Notre-Dame de Quesnay.
- Église Saint-Aubin de Sermentot.
- Église Saint-Germain de Saint-Germain-d'Ectot.
- Église Saint-Pierre de Feuguerolles-sur-Seulles.
- Église Saint-Pierre d'Orbois.

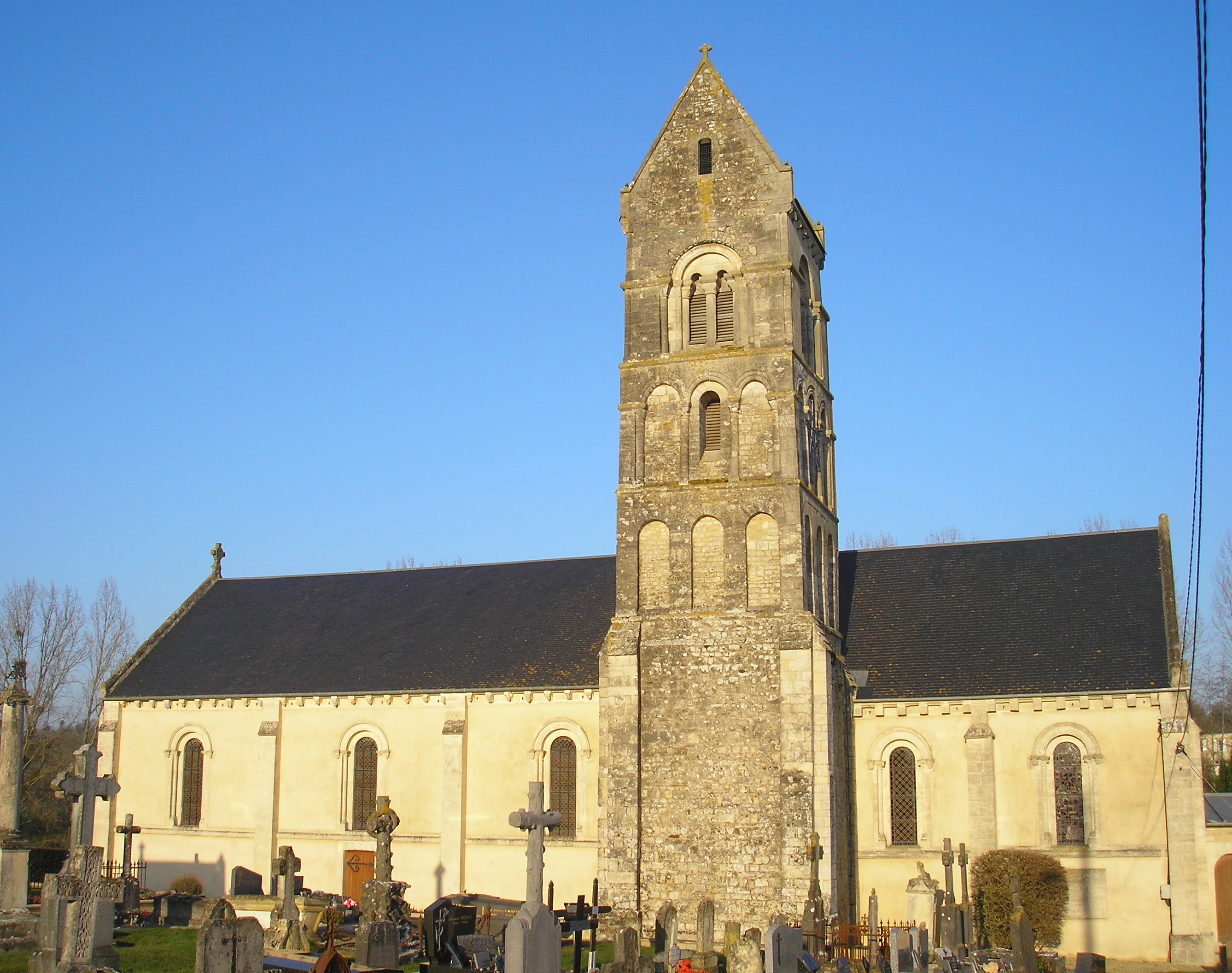
L'église Saint-Pierre de Longraye.
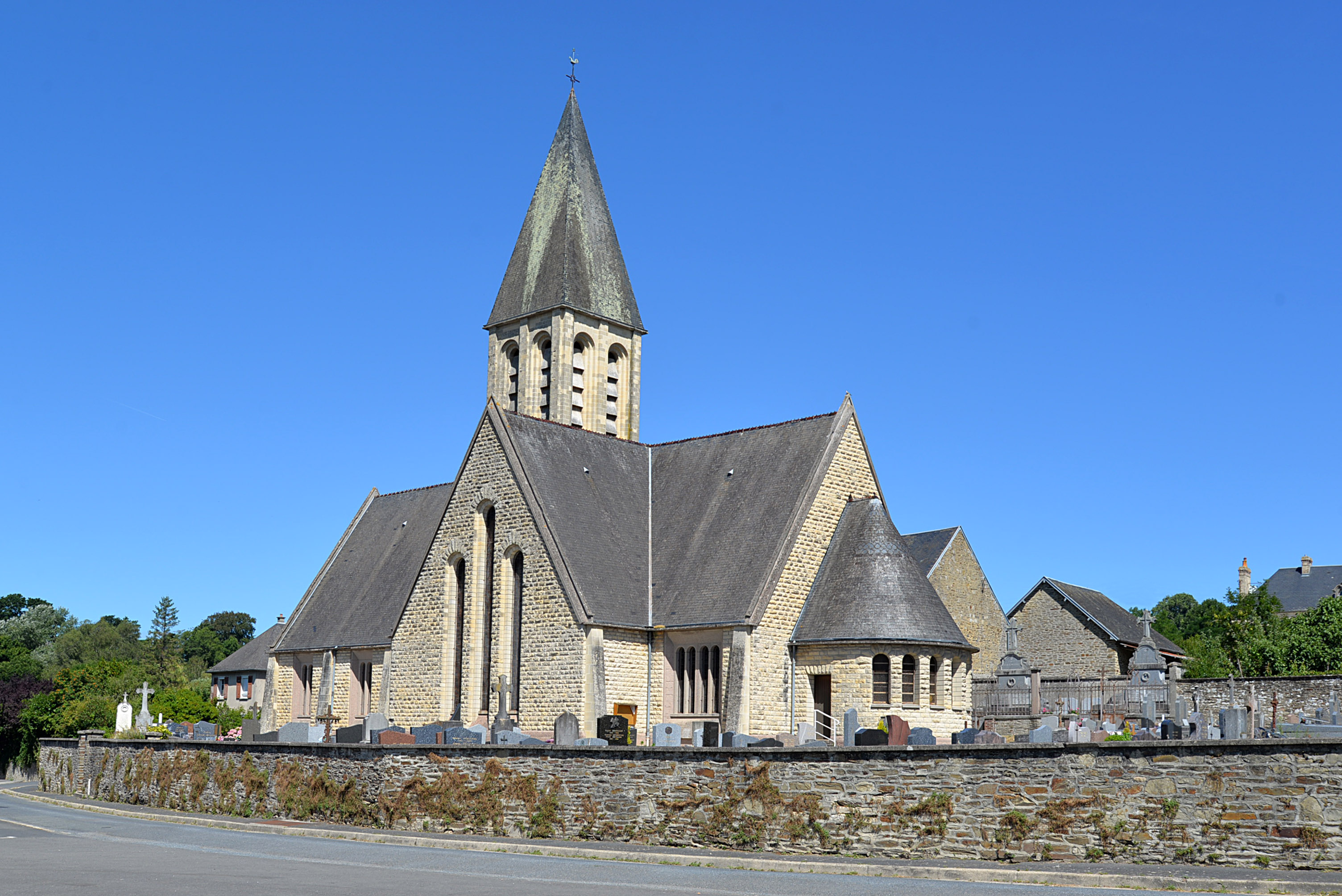
L'église Saint-Nicolas d'Anctoville.
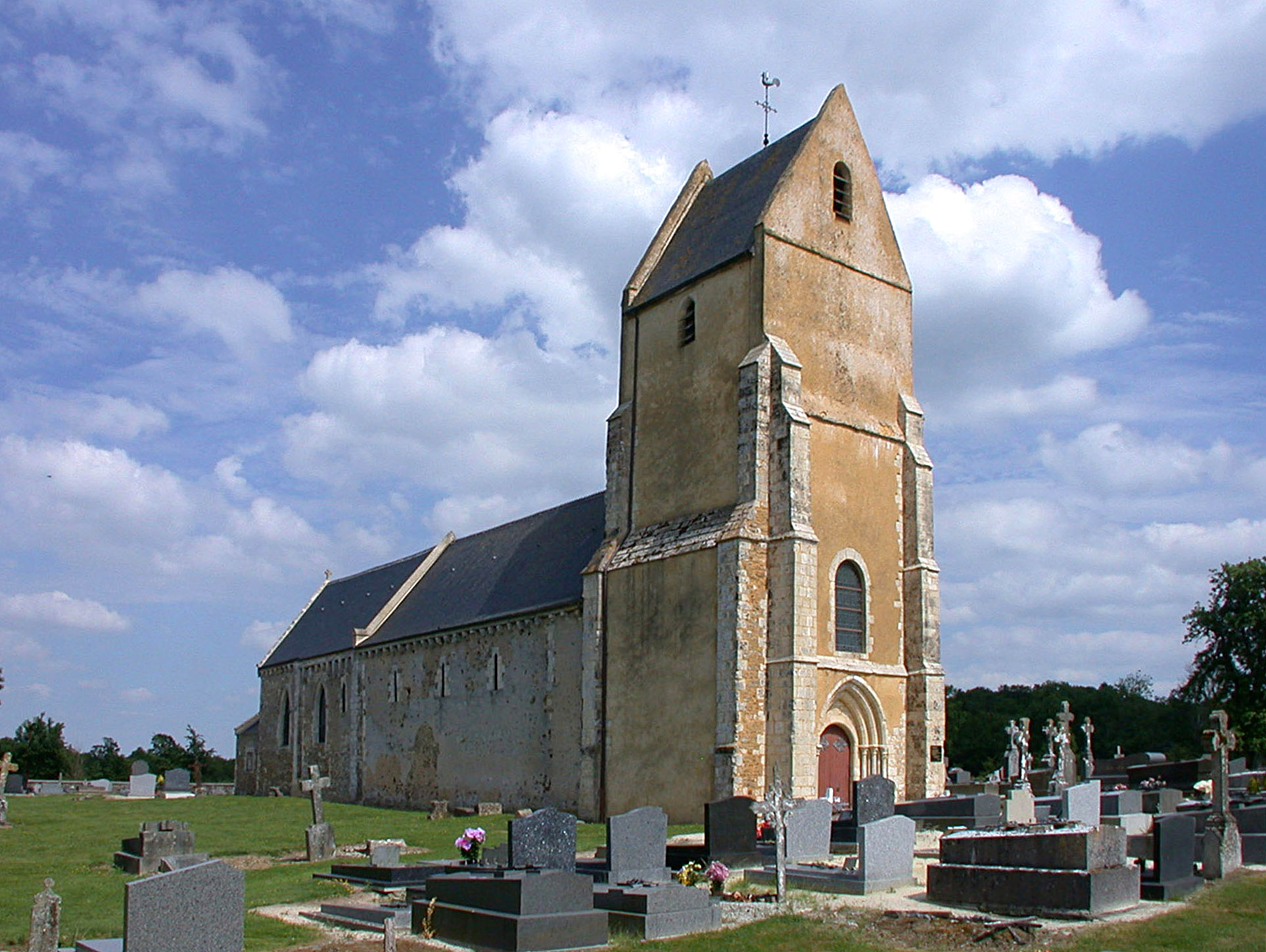
L'église Notre-Dame-de-l'Assomption de Torteval..
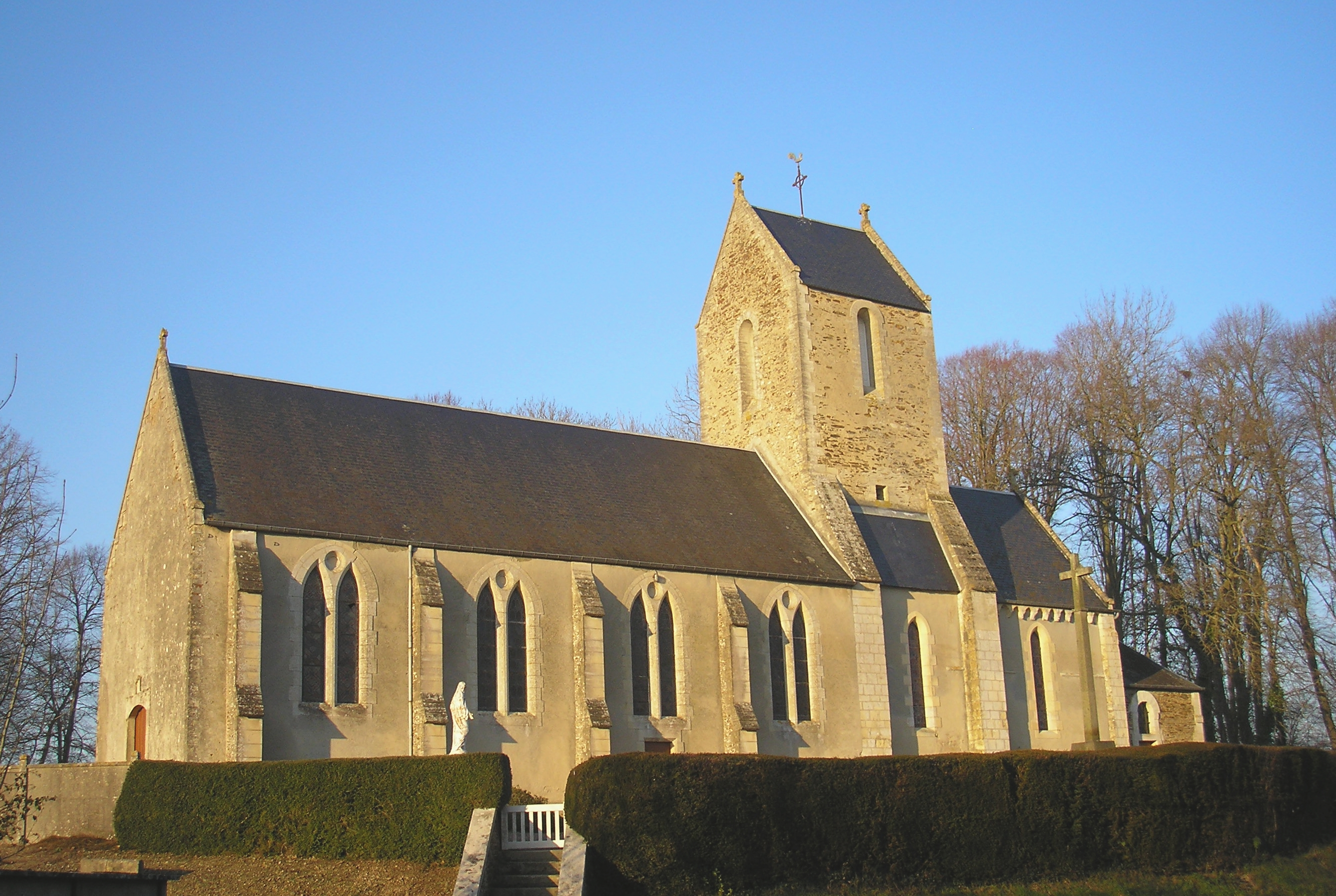
L'église Notre-Dame de Quesnay.
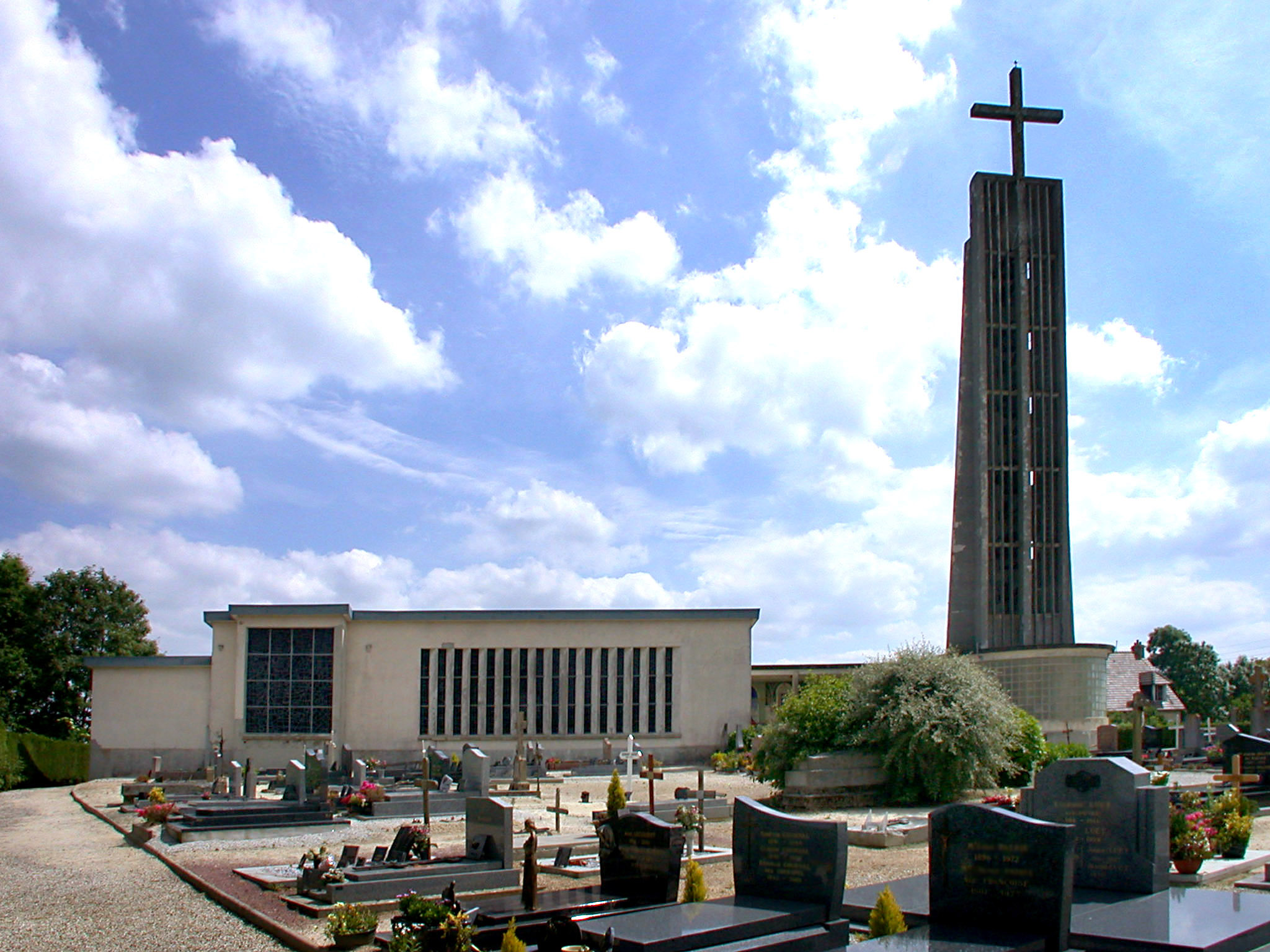
L'église Saint-Germain de Saint-Germain-d'Ectot.
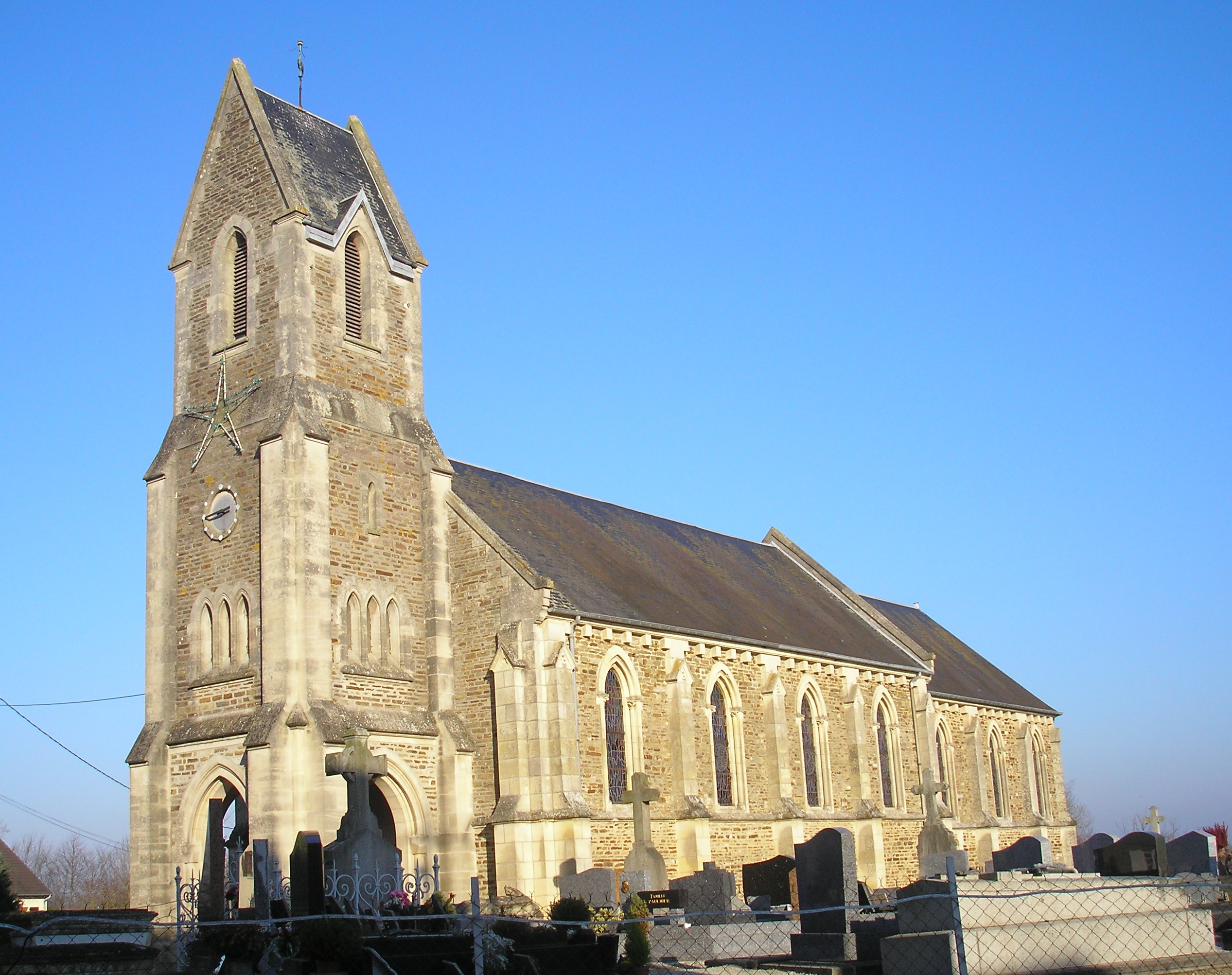
L'église Saint-Aubin de Sermentot.
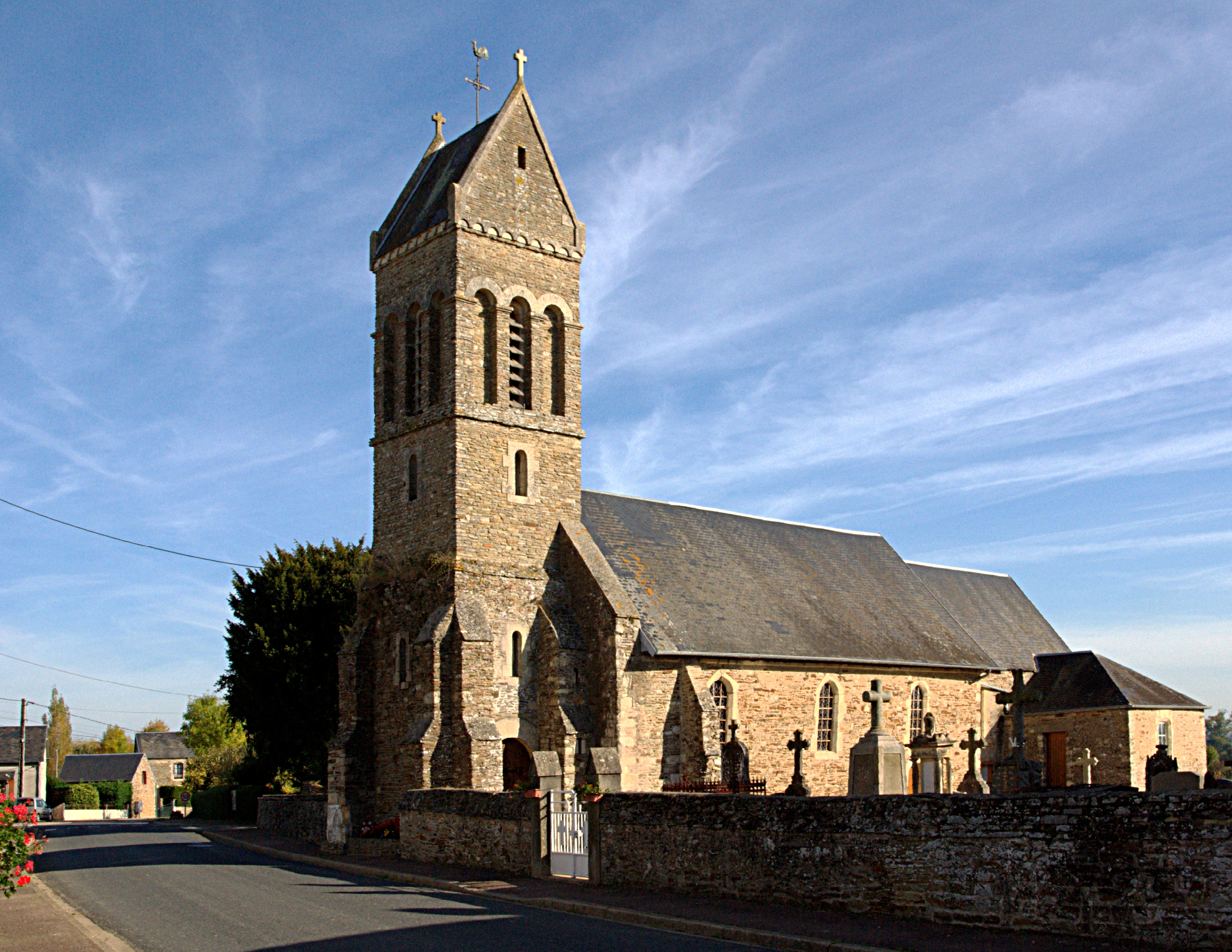
L'église Saint-Pierre de Feuguerolles-sur-Seulles.
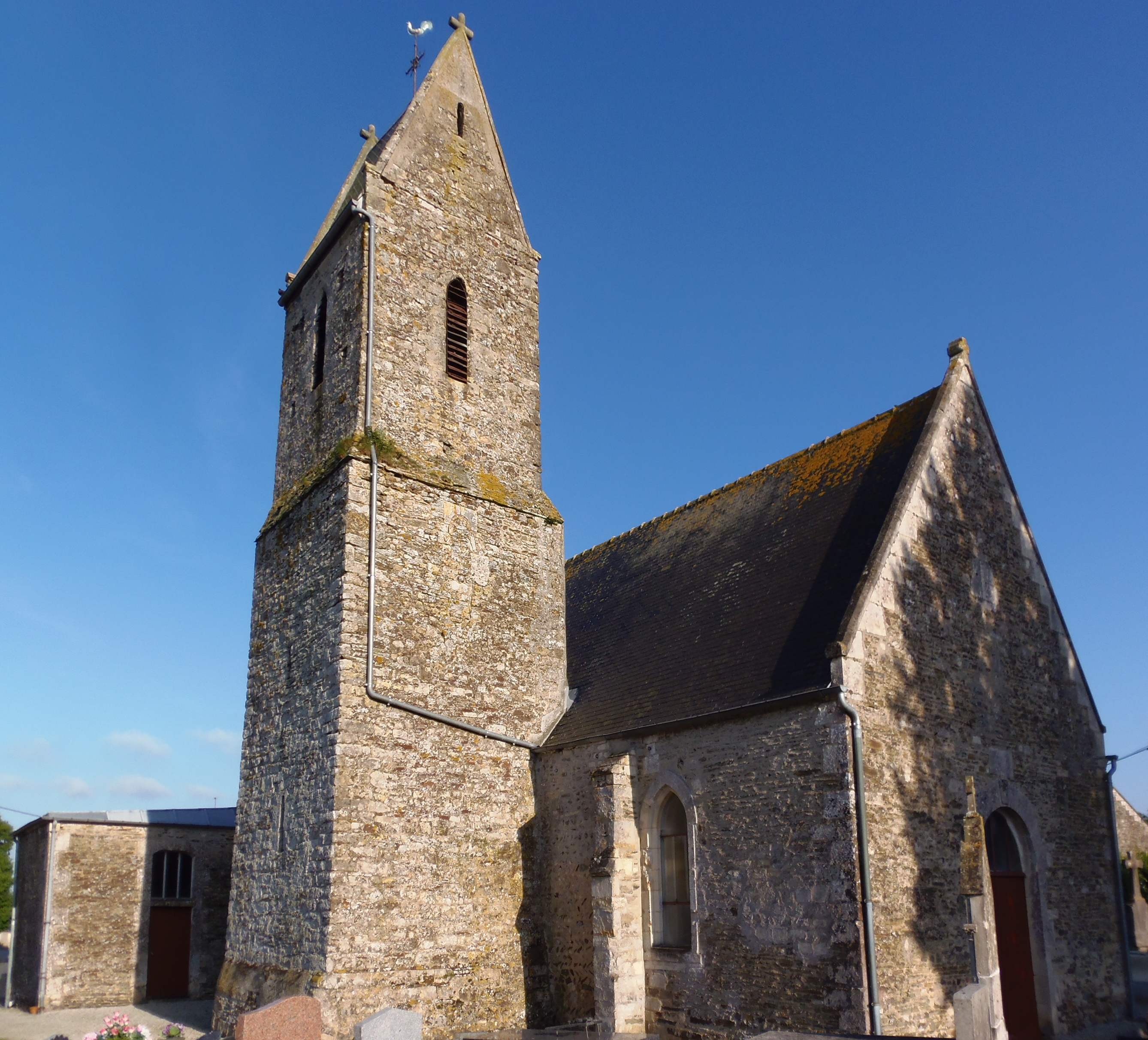
L'église Saint-Pierre d'Orbois.